# Aspectos socioculturais do autismo
Os aspectos socioculturais do autismo fazem parte do reconhecimento do autismo, seus efeitos na personalidade humana, abordagens para terapias e serviços de apoio. Os ativistas pelo autismo se dividem basicamente em dois campos, bastante opostos: os movimentos pelos direitos dos autistas e do movimento que busca a cura para o autismo. Os defensores da primeira ideia creem que o autismo não é uma doença, mas uma diferença, uma definição cognitiva distinta da maioria das pessoas, enquanto os demais idealizam uma necessidade de adaptação e cura total do indivíduo autista. Existem muitos eventos e comemorações relacionadas com o autismo; incluindo o Dia Mundial de Conscientização do Autismo, o Domingo Autista e o Dia do Orgulho Autista. O autismo é diagnosticado mais frequentemente em homens do que em mulheres.

## Terminologia
Embora muitos utilizem a terminologia pessoa com autismo, alguns membros da comunidade autista preferem que seja utilizado pessoa autista ou simplesmente autista, na norma padrão da língua, como forma de reforçar que o autismo é parte de sua identidade, ao invés de uma doença adquirida. Além disso, frases como "o indivíduo sofre de autismo" soa desagradável para algumas pessoas.
A comunidade autista tem desenvolvido abreviaturas para termos comumente utilizados, tais como:
- Aspie - indivíduo com Síndrome de Asperger.
- Autie - indivíduo autista, especificamente portador do autismo clássico.
- Curebie - indivíduo com o desejo de curar o autismo. Este termo é altamente depreciativo.
- Neurodiversidade - tolerância acerca das condições neurológicas de qualquer ser humano.
- Neurotípico (NT) - indivíduo neurologicamente fora do espectro autista.

## Visão geral

### Adultos autistas
Dificuldades de comunicação e interação social muitas vezes causam problemas em muitas áreas da vida de um adulto autista. Um estudo de 2008 descobriu que adultos com condições do espectro autista geralmente sentem dificuldades para iniciar conversas e interações sociais, anseio de maior intimidade, um profundo sentimento de isolamento, e uma consciência de que é necessário mais esforço para ser sociável.
Uma minoria dos adultos nesta situação chega a se casar. Há a hipótese de que indivíduos autistas estão sujeitos ao acasalamento preferencial (assortative mating), tendendo a se envolver romantica e sexualmente com pessoas neurologicamente semelhantes. Esta hipótese (já antiga) vinha sendo divulgada na imprensa popular, porém ainda não havia sido testada com dados significativos. A esse respeito (e para atualizar bastante o assunto), ver pesquisa de 2016 (Patterns of Nonrandom Mating Within and Across 11 Major Psychiatric Disorders) liderada pela psiquiatra Ashley Nordsletten — divulgada amplamente pela mídia em língua inglesa na ocasião, e ignorada por completo pela mídia lusófona.
Simon Baron-Cohen disse que uma sociedade cada vez mais tecnológica abriu nichos de mercado para pessoas com Síndrome de Asperger, que geralmente preferem as áreas que são "altamente sistemáticas e previsíveis." Pessoas com SA normalmente possuem êxito em tarefas que são focadas em detalhes específicos.

### Autistassavant
Um autista savant é um indivíduo autista com talento extremo em uma ou mais áreas do conhecimento. Embora exista uma associação comum entre savantismo e autismo (uma ligação que se tornou popular através do filme Rain Man de 1988), a maioria das pessoas autistas não são sábias e savantismo não é exclusivo para indivíduos nesta condição, embora não haja relação aparente. Uma em cada dez pessoas com autismo podem ter habilidades notáveis, mas savants prodígios como Stephen Wiltshire são muito raros; apenas cerca de 100 pessoas assim têm sido descritas no século desde que o savantismo foi diagnosticado pela primeira vez, e há apenas cerca de 25 savants notáveis em todo o mundo.

### Gênero
O autismo é considerado como um transtorno que atinge principalmente os homens, com diagnóstico para o sexo masculino quatro vezes mais comum em relação ao feminino. Mulheres autistas são "órfãs", de acordo com uma pesquisa de Yale Ami Klin; alguns medicamentos usados para tratar a ansiedade ou hiperatividade, possíveis comorbidades do autismo em certos casos, raramente são testados em mulheres. O autismo pode se manifestar de forma distinta entre os sexos. As mulheres geralmente estão mais preocupadas com a forma pela qual são vistas pelas pessoas, e o fracasso nas relações sociais pode levá-las à ansiedade generalizada ou depressão nervosa. De certa forma, podem ser mais socialmente desfavorecidas do que os homens, pois a interação social feminina é rápida, cheia de nuances e fortemente emocional. Elas podem sofrer, além disso, ao serem colocadas em programas educacionais especializados, cercados por homens e mais isoladas dos contatos sociais do mesmo sexo que possuem. Embora os casos não são tão comuns para conclusões mais claras, um estudo sugere que as mulheres são menos propensas do que homens, a longo prazo para se casarem, construir uma família, frequentar a faculdade, ter um emprego e viver por conta própria. Também podem ser diferentes dos homens em termos de interesses: muito raro se interessam em números e geralmente não possuem lojas de conhecimento especializado. O perfil do autismo pode mudar à medida em que se souber mais sobre o sexo feminino nesta condição.

### Relação com os animais

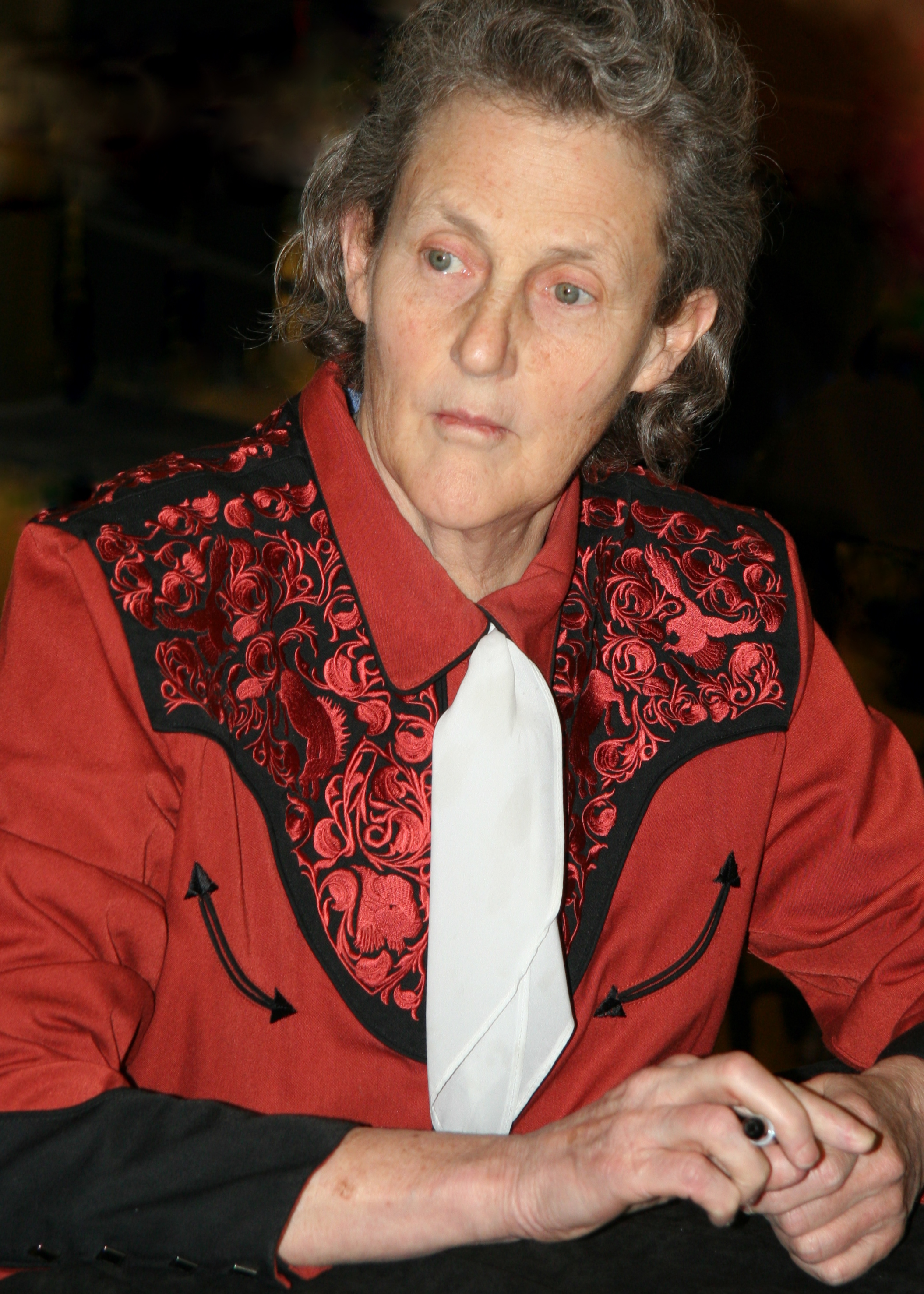
Temple Grandin

Temple Grandin, conhecida por seus projetos e instalações para pecuária, afirmou que uma das razões pelas quais pode prever a reação de uma vaca é que autistas possuem facilidade em encontrar a forma na qual o animal pensa. De acordo com Grandin, os animais não possuem "emoções complexas, tais como vergonha ou culpa" e não se preocupam com a linguagem. Também diz que, embora não seja um animal, eles são como autistas, principalmente por utilizarem mais a memória eidética do que a linguagem. Temple afirma que as pessoas não fazem essa ligação porque o estudo do autismo e do comportamento animal são áreas paralelas que envolvem diferentes indivíduos. Apesar dessas semelhanças, o grau em que autistas pensam como os animais permanece indeterminado; animais não humanos, bem como os seres humanos têm evoluído, adquirindo proficiências cognitivas que podem ou não partilhar características com outras espécies.
Dawn Prince-Hughes, portadora da Síndrome de Asperger, escreveu Songs of the Nation Gorilla, obra que contém observações sobre gorilas.

## Síndrome de Asperger e relações interpessoais
Indivíduos com Síndrome de Asperger (SA) podem ter dificuldades no desenvolvimento de habilidades sociais, assim não alcançando êxito em relações interpessoais.

### Impacto social
A Síndrome de Asperger pode levar um indivíduo a ter problemas na interação social com seus pares. Estas dificuldades podem ser graves ou leves, dependendo do portador. Crianças com SA são frequentemente alvo de assédio moral na escola devido a um comportamento idiossincrático, linguajar formal, interesses incomuns, pouca capacidade de responder a situações sociais, ou respondê-las de forma inadequada na visão dos neurotípicos, particularmente em conflitos. As crianças com a síndrome podem interpretar contextos e palavras de forma excessivamente literal, fazendo com que seja difícil entender ironias e sarcasmos, brincadeiras, ou até mesmo discursos metafóricos. As dificuldades com a interação social também podem manifestar-se na falta de interesse em brincar com outras crianças na mesma faixa de idade.
Os problemas acima podem até mesmo surgir na família; em um ambiente familiar desfavorável, a criança pode estar sujeita ao abuso psicológico. A criança ou adolescente com SA é muitas vezes confundida por mal-educada, sem notar o que fez para ser considerada desta forma. Ao contrário de outros transtornos globais do desenvolvimento, a maioria das crianças com Asperger desejam ter uma vida social, mas não conseguem conviver com a mesma facilidade dos outros, o que pode levar ao isolamento e comportamento anti-social, principalmente na adolescência. Nesta fase da vida, especialmente, correm o risco de se envolverem em amizades perigosas e grupos sociais inadequados com sua área de interesse. Pessoas com SA frequentemente interagem melhor com os pessoas mais velhas ou mais jovens do que elas, e mais dificilmente com indivíduos que possuem a mesma faixa etária.
Crianças portadoras da SA frequentemente exibem habilidades avançadas para a sua idade na linguagem, leitura, matemática, habilidades espaciais, e/ ou música, ganhando status de "talentosas", todavia tais vantagens geralmente são contrabalanceadas por atrasos consideráveis em outras áreas de desenvolvimento. Esta combinação de características pode levar a problemas com os professores e incompreensão por outras figuras de autoridade. Podem ser consideradas pelos professores como uma criança problemática ou de desempenho insatisfatório. A extrema baixa tolerância da criança para o que eles consideram ser tarefas comuns e corriqueiras, como exercícios para casa, podem facilmente tornar-se frustrantes. Assim, o educador pode considerar o educando arrogante, rancoroso, e insubordinado. A falta de apoio e compreensão, em combinação com as ansiedades da criança, pode resultar em comportamentos problemáticos (como a crise de ira, expressão de violência, e afastamento).
Ter um emprego para pessoas com SA pode ser difícil. As dificuldades que envolvem as habilidades sociais interferem o processo de entrevista. Indivíduos com habilidades claramente superiores se saem melhor na seleção principalmente à conflitos de personalidade com os entrevistadores. Uma vez contratados, aspies continuam a ter dificuldade no relacionamento interpessoal com seus colegas de trabalho.

### Dificuldades de relacionamento
Dois traços às vezes encontrados em aspies são a cegueira mental (a incapacidade de prever a opinião e intenção de outras pessoais) e alexitimia (a dificuldade de identificar e interpretar as emoções próprias ou alheias), o que reduz a capacidade de empatia com seus pares.
Uma segunda questão relacionada com a alexitimia envolve a incapacidade de identificar, expressar e controlar fortes emoções, como tristeza ou raiva, o que deixa o indivíduo propenso a "explosões afetivas repentinas como choro ou raiva". De acordo com Tony Attwood, a incapacidade de expressar sentimentos através de palavras também pode predispor o indivíduo a usar vias físicas para articular o humor e liberar a energia emocional acumulada.
Indivíduos com SA relatam uma sensação de estarem separados do mundo que os rodeiam contra a própria vontade ("do lado de fora olhando para dentro"). Aspies podem ter dificuldades em encontrar um(a) parceiro(a) ou se casar devido à insuficiência de habilidades sociais que possuem. A complexidade e da instabilidade do meio social representa um desafio extremo para os indivíduos com SA.
O hiperfoco e a tendência a resolver tudo por meios lógicos, muitas vezes causam a aspies um alto nível de habilidade em seu campo de interesse. Quando tais interesses especiais coincidem com uma tarefa socialmente útil, o indivíduo com SA provavelmente tem uma carreira lucrativa e uma vida plena. A criança obcecada por uma área específica pode ter sucesso no mercado de trabalho.

## Movimentos
Dentro da comunidade autista há o esforço de muitos em sensibilizar a sociedade acerca do tema, mas a própria natureza do autismo pode tornar a autopromoção incoerente para as demais pessoas e problemática para os autistas.
O movimento da cultura autista incentiva portadores a abraçarem sua neurodiversidade e pretende convencer a sociedade a aceitar os autistas como são. Também defendem a dar às crianças ferramentas para lidarem com o mundo, em vez de tentar torná-los neurotípicos. Afirmam que a sociedade deve aprender a tolerar comportamentos inofensivos, como tiques e manias que alguns indivíduos apresentam. Os ativistas reforçam que "tiques, como balanço repetitivo e explosões de violência" podem ser controlados e evitados, se os outros fizerem um esforço para compreender os autistas, enquanto outras características, como a dificuldade de ter contato visual, a mudança de humor por conta da quebra de rotinas, não iria exigir esforços corretivos se as pessoas fossem mais tolerantes.
Muitas pessoas não concordam com os objetivos e proposta dos movimentos da cultura autista, crendo que o movimento supervaloriza as vantagens associadas com o autismo, o que poderia colocar em risco o financiamento para a pesquisa e tratamento das síndromes e transtornos associados. Muitos pais de crianças portadores afirmam que a noção de "vida positiva com autismo" tem pouca relevância para eles, e que tais direitos e vantagem do autismo são, na verdade para os autistas e aspies que fazem parte do movimento, não representando a maioria dos indivíduos. Muitos pais acreditam que a terapia comportamental ajuda a lidar com crianças que são, as vezes, agressivas e que o autismo gera gastos em toda a estrutura familiar.

### Orgulho autista
Orgulho autista refere-se ao reconhecimento dos pontos positivos do autismo e mudando a visão de "doença" para "diferença". Tal orgulho enfatiza o potencial inato em todas as expressões humanas fenotípicas e celebra a diversidade apresentada nos vários tipos neurológicos.
O orgulho autista afirma que os indivíduos com essa condição não são doentes; ao invés disso, possuem um conjunto peculiar de características que lhes favorecem, e ao mesmo tempo prejudicam, não muito diferente de não autistas.
A cura do autismo é um assunto controverso e, ao mesmo tempo uma questão política. A "comunidade autista" pode ser divididos em vários grupos. Alguns buscam uma cura para o autismo, outros consideram a cura desnecessária ou antiética, ou sentem que o autismo não é, de forma alguma uma doença mas, por exemplo, uma adaptação evolutiva.

### Cultura e comunidade autista
Com o aumento de estudos acerta do autismo, seu reconhecimento e novas abordagens para educar e socializar os autistas, uma cultura autista começou a se desenvolver. É baseada na crença de que o autismo é um jeito único de ser e não uma doença a ser curada. O mundo aspie, como às vezes é chamado, engloba pessoas com Síndrome de Asperger (SA) e autismo de alto funcionamento (AAF), e pode ser ligado a três tendências históricas: a emergência da SA e AAF como rótulos, os direitos das pessoas com necessidades especiais (PNE) sendo garantidos através de movimentos, e da ascensão da Internet. As comunidades autistas existem tanto online e offline. Muitas pessoas usam estes espaços para obterem apoio, comunicação com os outros para se entenderem. Como as limitações sociais do autismo dificultam a capacidade de fazer amigos, participar de tais grupos ajuda a estabelecer apoio dentro da sociedade em geral, e constrói uma identidade do indivíduo dentro da sociedade.
Pelo fato de muitos autistas acharem mais fácil se comunicar online do que pessoalmente, um grande número de recursos virtuais estão disponíveis. Alguns indivíduos autistas aprendem língua de sinais, participam de salas de bate-papo, fóruns de discussão e outros sites, ou participam de comunidades como a Autism Network International. A interação na internet ignora os sinais não verbais e não exige tanta expressão de emoções como no meio físico. A partir disso, se torna uma possibilidade de autistas se comunicarem e unirem forças.

## No meio acadêmico
Os transtornos do espectro autista estão recebendo cada vez mais atenção dos estudiosos de ciências sociais desde o início dos anos 2000, com o objetivo de melhorar as terapias e serviços de apoio, argumentando que o autismo deve ser visto como uma diferença e não como um distúrbio, pela forma na qual afeta a personalidade e identidade do indivíduo. Assim, tais estudos também abordam como as unidades sociais, como a família lidam com isso.